# Cariama cristata
Il seriema crestato, seriema cristato, seriema zamperosse o seriema dalle zampe rosse (Cariama cristata (Linnaeus, 1766)) è un uccello della famiglia Cariamidae, diffuso in Sud America. È l'unica specie nota del genere Cariama.